# هتل مرییات مارکی نیویورک
هتل مرییات مارکی نیویورک (به انگلیسی: New York Marriott Marquis) یکی از هتل‌های شرکت بین‌المللی مرییات است که در شماره ۱۵۳۵ خیابان برادوی قرار دارد. هتل مرییات در سال ۱۹۸۵ بازگشایی شد. طراحی این هتل توسط جان پورتمن انجام شده‌است. محل قرارگیری هتل در میدان تایمز خیابان برادوی است. این هتل به دلیل دارا بودن فناوری پیشرفتهٔ آسانسورهایش، طراحی منحصربه‌فرد لابی به صورت ایتریوم و غذاخوری گردانی با نام «ویو» (یا همان منظره) در آخرین طبقه‌اش معروف است.
هتل مرییات دارای ۴۵ طبقه است که رستوران «ویو» در طبقه ۴۵ قرار گرفته‌است. این رستوران تنها غذاخوری گردان نیویورک است.
هتل مرییات مارکی نیویورک با دارا بودن ۱۴۹۴ اتاق و بیش از ۹۳۰۰ متر مربع اتاق جلسات به عنوان یکی از بزرگترین هتل‌های این شهر به‌شمار می‌آید. همچنین سالن تئاتر مارکی در طبقهٔ سوم این هتل قرار دارد.

## نگارخانه

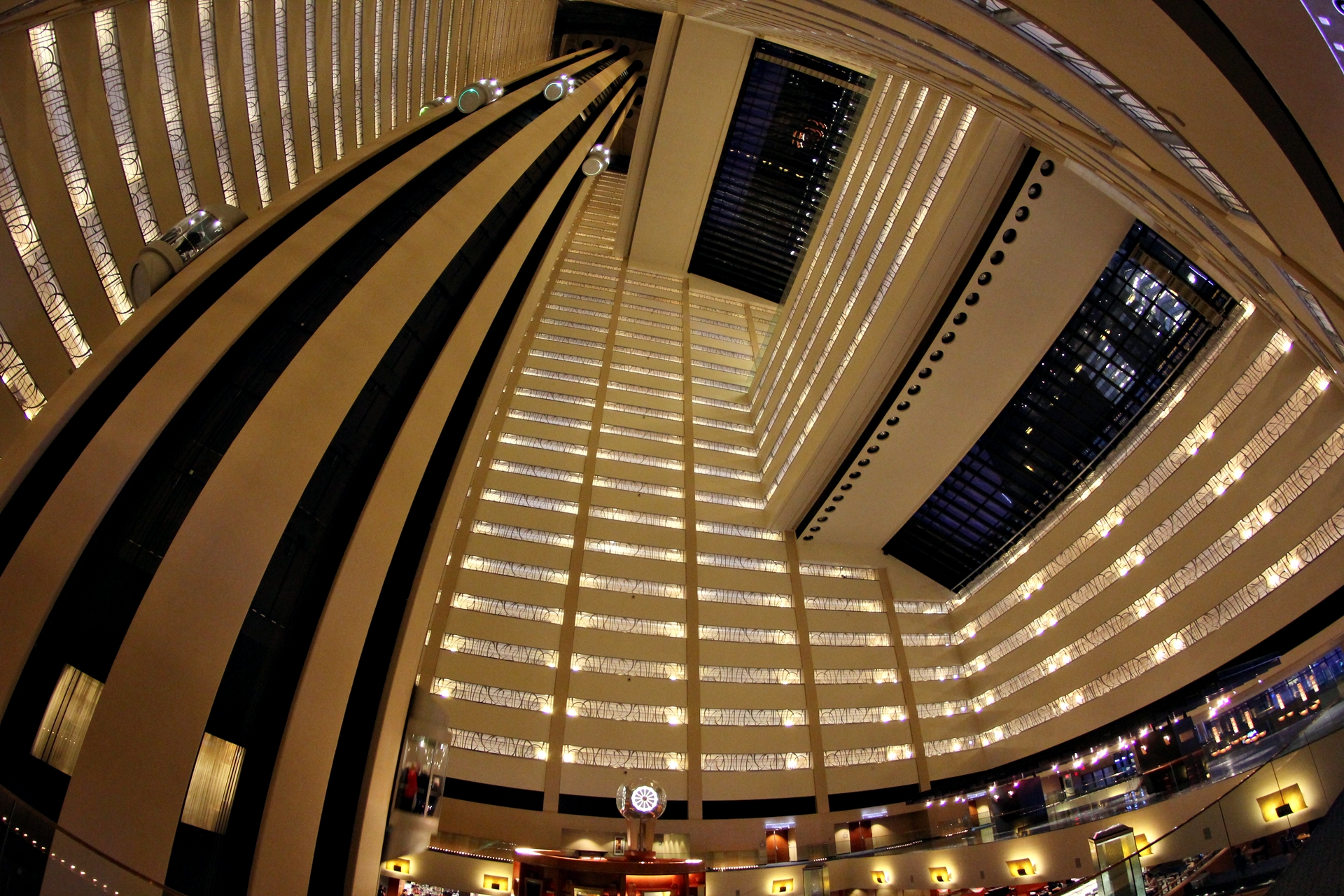
نمایی از لابی ایتریوم هتل مرییات نیویورک
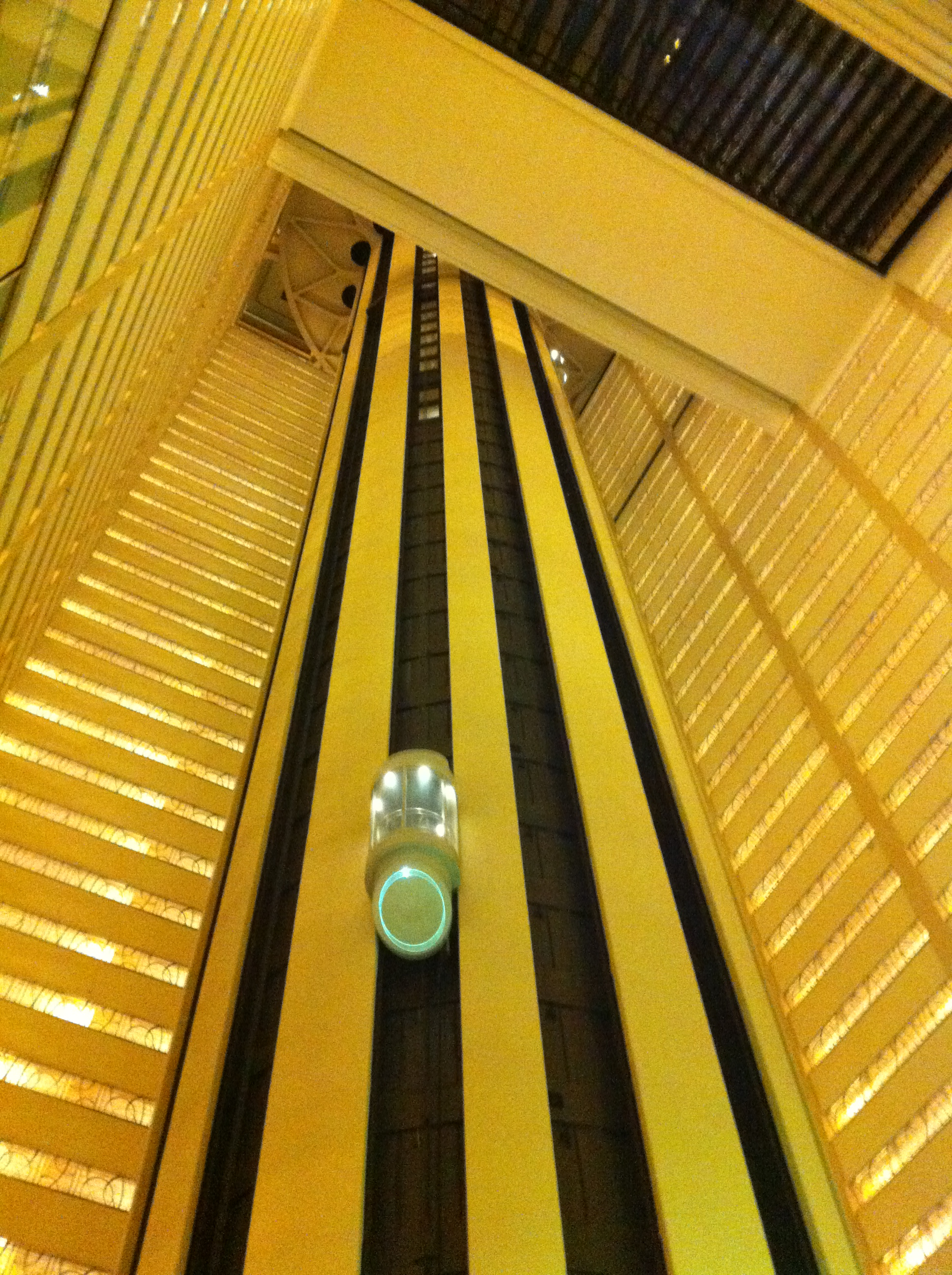
نمایی از یکی از آسانسورهای بسیار پیشرفته هتل مرییات

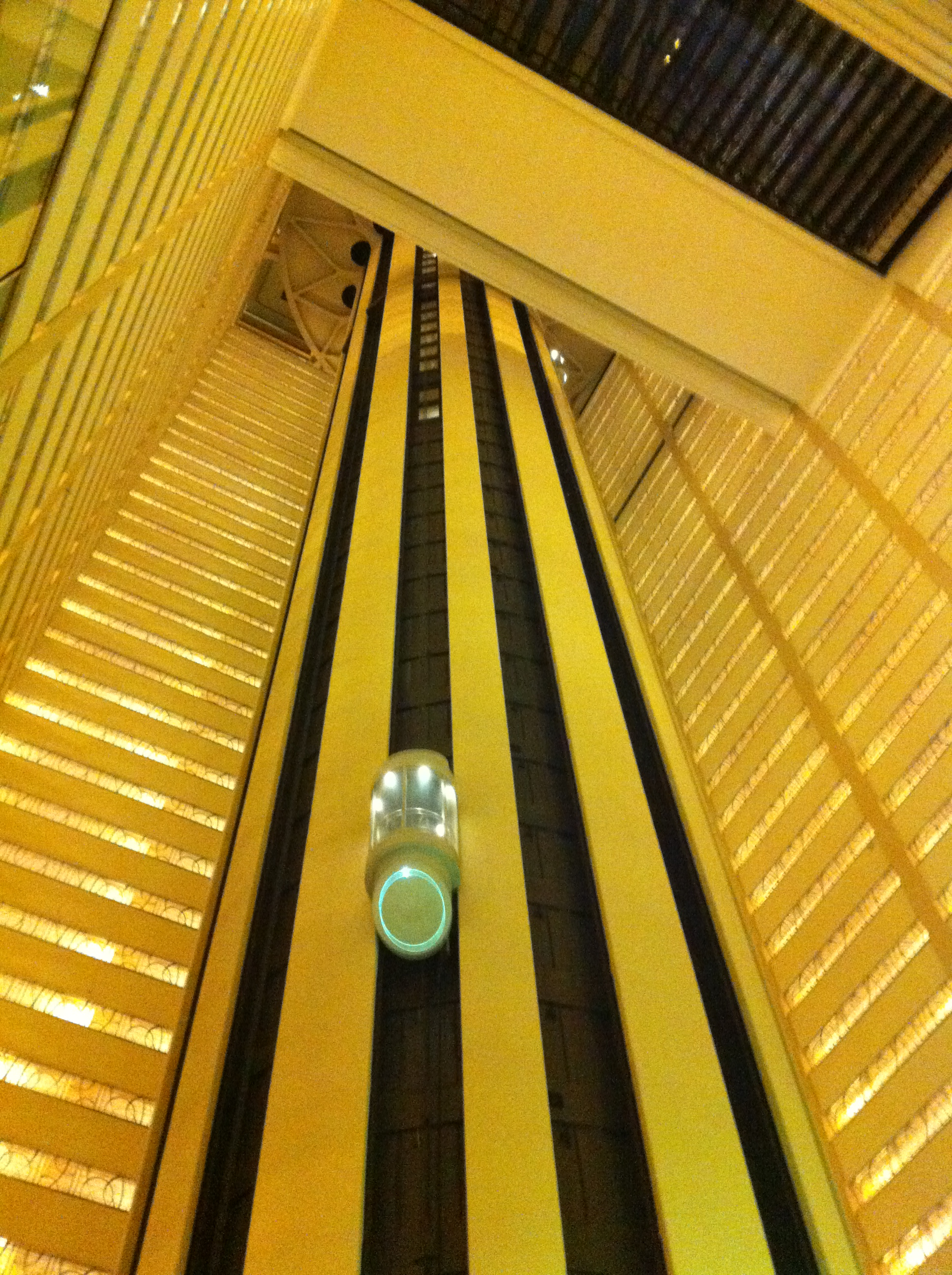
نمایی از ایتریوم هتل مرییات و یکی از آسانسورهای بسیار پیشرفته آن
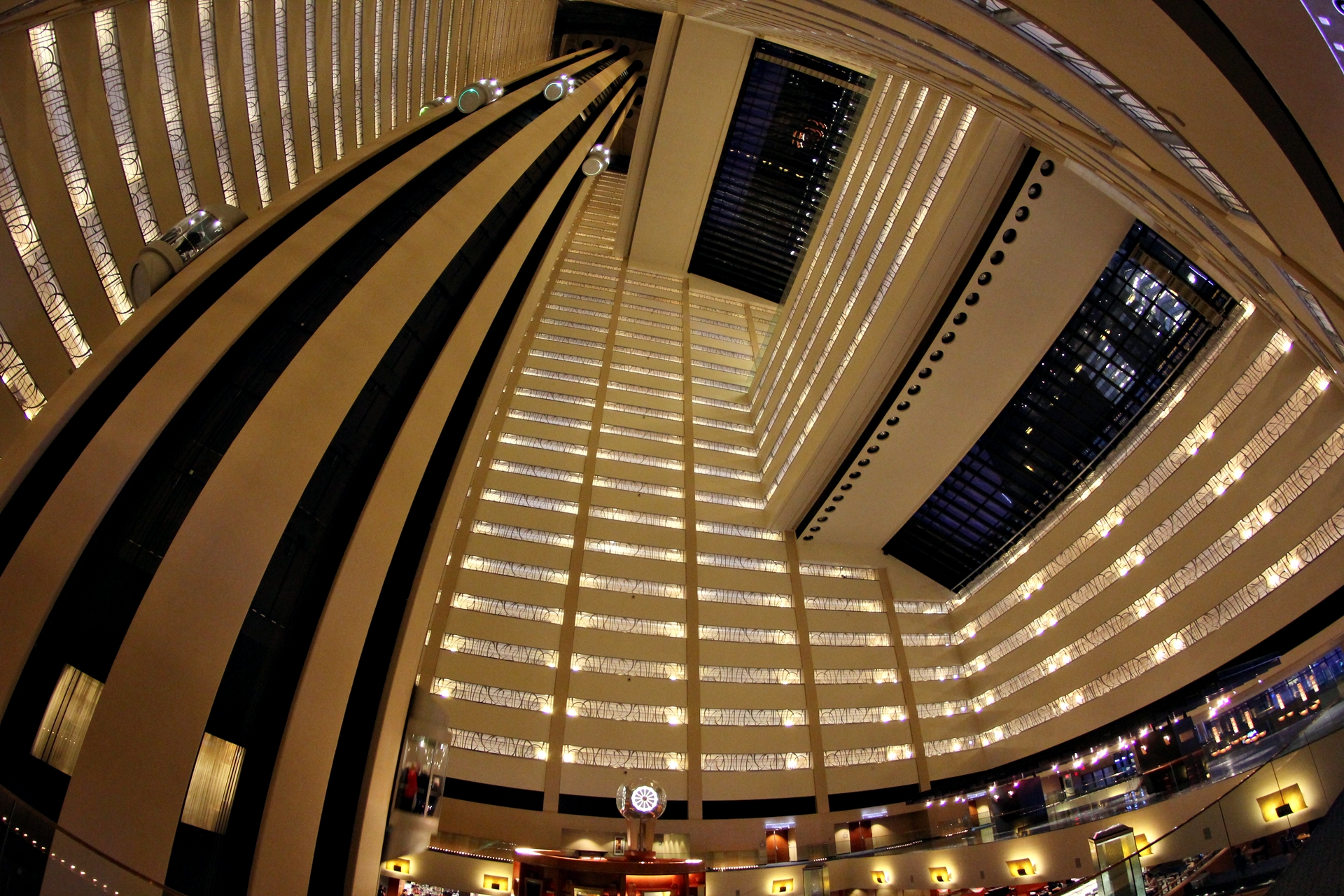
نمایی از لابی آتریوم هتل مرییات نیویورک
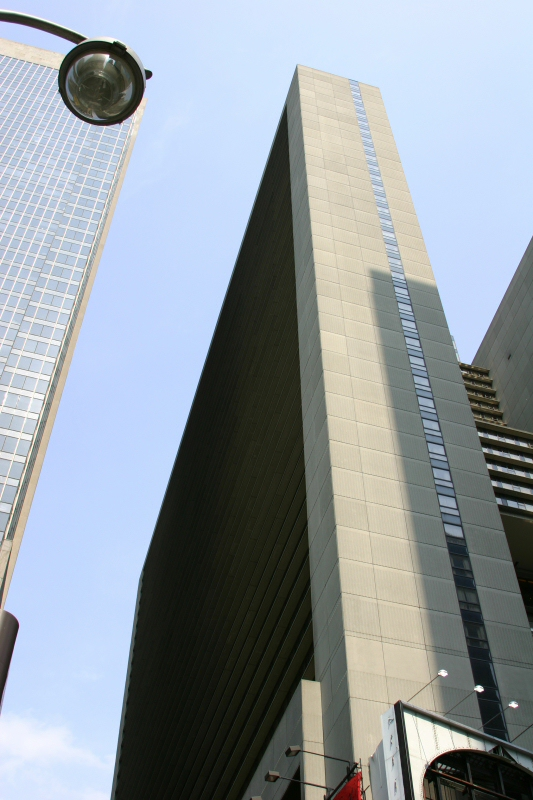
مرییات مارکی در سال ۱۹۹۹